# Pessonella
Pessonella – rodzaj ameb należących do supergrupy Amoebozoa w klasyfikacji Cavaliera-Smitha.
Należą tutaj następujące gatunki:
- Pessonella marginata Pussard, 1973